# Ісагогіка
Ісаго́гіка (від грец. Εἰσαγωγη — вступ, введення; Вступ до Святого Письма) — традиційна назва системи біблійних дисциплін, котрі методологічно передують екзегезі. Вперше слово ісагогіка вжив Адріан Антиохійський (5 століття). Нині уживаніший синонім ісагогіки — «Вступ до Святого Письма».  

## Предмет
До ісагогіки належать питання богонатхненності Біблії і канону, герменевтики та історії біблійних переказів. Ісагогіка нині також включає всі види біблійної критики (літературну, історико-літературну або «високу», історичну, текстуальну критику тощо), вивчення даних біблійної археології та матеріалів, пов'язаних із порівняльно-історичним вивченням Біблії. Усе це разом становить загальну ісагогіку, або загальний вступ до Святого Письма. Часткова ісагогіка розглядає загалом ті ж питання, але стосовно окремих біблійних книг (авторство, датування, літературний жанр, обставини написання, історичне середовище, стан тексту тощо). Ісагогіка неминуче зачіпає і теми біблійного богослов'я. 

## Історія
Основи святоотцівської ісагогіки представлені у патристичному Синопсису. У Середні віки проблемами ісагогіки займалися Юнілій Африканський, Кассіодор, Гуго Сен-Вікторський, Николай Ліринський, Ібн-Езра. В епоху Ренесансу праці з ісагогіки були створені католиками С. Пагнінусом (1470-1536), Сикстом Сієнським, Каєтаном і протестантом Карлштадтом. У 17-18 століттях ісагогіку розробляли католики Естій, Р. Симон, протестанти А. Рівет (1627), І.Г. Карпцов (18 століття), Землер, Гердер, І. Айхорн. 
Найбільше число загальних ісагогічних праць з'явилося за останні 150 років. Із православних, окрім семінарських посібників, слід вказати на роботи єпископа Михайла (Лузіна), Карташева, Юнгерова, П. Браціотіса, Іоаннідіса, Хаступіса; з католицьких — колективне «Введення в Біблію» під ред. Робера і Фейе (RFIB; Cazelles H., Introduction critique à l'Ancien Testament, P., 1973; є англ. та нім. переклади), праці Вігуру, Харрінгтона, Грело, з протестантських — «Введення в Старий Заповіт» Артура Вайзера (Weiser A., Einleitung in das AT, Gött., 19635), праці Борнкамма і Кюммеля, Марксена, Хантера, Айсфельдта, Чайлдза (з нарисом з історії ісагогіки). У 1970 вийшло 3-томне міжконфесійне Введення в Біблію (французькою), котре склали православні (єп. Касіан (Безобразов), Браціотіс, Н. Куломзін), католики (Буамар, Де Во), протестантські та юдаїські екзегети. Докладний ісагогічний матеріал міститься в біблійних словниках, енциклопедіях і атласах, в JBC і NCCS. За минулі десятиліття в ісагогіці відбулися деякі зміни, зумовлені новими археологічними знахідками і богословськими дослідженнями (див. Нова ісагогіка). Звід даних за старою ісагогікою містить підсумкова праця Вігуру «Керівництво до читання і вивчення Біблії».

## Проблеми ісагогіки
Оскільки ісагогіка має справу з древніми текстами, котрі не дійшли до нас у вигляді автографів, вона стоїть перед численними труднощами. Збирання рукописів, зіставлення варіантів, вивчення переказів може справити на необізнану людину враження дріб'язкового захоплення фахівців. Однак це необхідно для досягнення мети.

## Православна ісагогіка
У Православній церкві ісагогіка є важливою науковою дисципліною у всіх духовних навчальних закладах. Будучи наукою, що використовує дані й методи інших суміжних дисциплін (палеографії, джерелознавства, нумізматики, сфрагістики тощо), православна ісагогіка виходить з догмату про Святе Письмо як Слово Боже. Тому ніякі висновки суто наукового характеру не можуть заперечувати церковне вчення про богонатхнення.